# Красное (Выгоничский район)

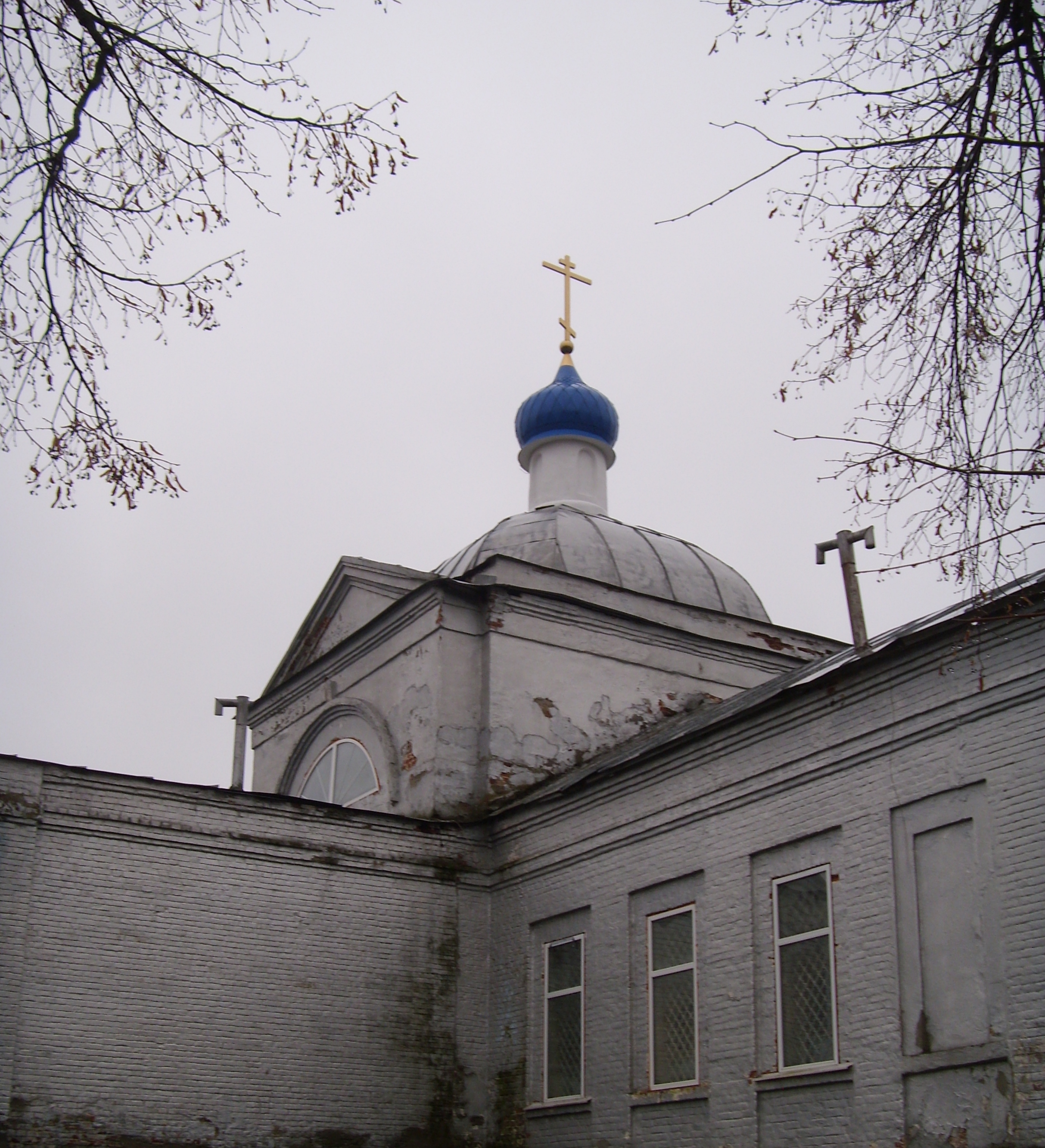
Покровская церковь в Красном

Красное — село в Выгоничском районе Брянской области, административный центр Красносельского сельского поселения. Расположено в 12 км к западу от пгт Выгоничи. Население — 546 человек (2010).
Имеется отделение связи, сельская библиотека. Железнодорожная платформа «50 км» (на линии Брянск—Унеча).

## История
Упоминается с 1626 года (первоначально — как деревня Красная, в составе Подгородного стана Брянского уезда); бывшее владение Московского Вознесенского монастыря. С 1695 года — село с Покровской церковью (сохранилось каменное здание середины XIX века).
С последней четверти XVIII века до 1922 года село входило в Трубчевский уезд (с 1861 — центр Красносельской волости, с 1919 в Крестовской волости, в которой оставалось крупнейшим селом и волостным центром). В середине XIX века в селе действовали несколько частных маслобоек; в 1868 году была открыта земская школа.
В 1922—1929 в Выгоничской волости Бежицкого уезда; с 1929 в Выгоничском районе, а в период его временного расформирования — в Брянском (1932—1939, 1965—1977), Почепском (1963—1965) районе.
До 2005 года являлось центром Красносельского сельсовета (в 1966—1979 входило в Хмелевский сельсовет).